# Sant'Arcangelo Trimonte
Sant'Arcangelo Trimonte (Montemale fino al 1862) è un comune italiano di 460 abitanti della provincia di Benevento in Campania.

## Geografia fisica
È situato in posizione dominante la bassa valle dell'Ufita in prossimità della sua confluenza nel fiume Calore. Il territorio è esposto a mezzogiorno; la parte più alta del territorio, il "Toppo del bosco", si trova a un'altezza di circa 500 m s.l.m.
Il territorio è collinare, leggermente declive verso sud nella parte alta, più scosceso, geologicamente instabile ed interessato da fenomeni franosi la parte sud; solo una piccola parte del territorio è pianeggiante in prossimità delle valli dei fiumi Ufita e Calore. Confina a nord col comune di Buonalbergo, a nord-ovest e a sud-ovest col comune di Paduli, a est e a sud sud-est col comune di Apice.

## Origini del nome
Conosciuto fino al 1862 col toponimo di Montemalo o Montemale, la cui seconda parte del nome deriva dalla lingua osca ed è ricollegabile alla stessa radice di Maloenton (poi latinizzato in Maleventum, attuale Benevento), di incerto significato.
La denominazione moderna trae invece origine da una chiesa non più esistente dedicata ai santi arcangeli e ubicata nella contrada Sant'Arcangelo (nel settore nord del territorio comunale), nonché dalle tre alture su cui si sviluppa il centro storico.

## Storia
Abitato già in età pre-romana da in epoca preromana il terremoto dovette essere popolato dagli Hirpini, una tribù sannitica stanziata su buona parte dell'Appennino campano. In epoca romana nel settore settentrionale dell'odierno territorio comunale sorgeva inoltre il vicus di Forum Novum lungo la via Traiana (già via Minucia).
Conosciuto fino al 1861 col toponimo di Montemalo, era abitato già in età pre-romana da almeno una tribù (famiglia) osco-sannitica dedita all'allevamento degli ovini, che si era stanziata nelle grotte naturali ancora presenti nel sito dove sorgerà il castello del paese. Il maniero fu realizzato, a giudicare dai pochi resti, dai Longobardi in età medievale ed è ricordato nelle cronache medievali proprio per la vasta estensione delle sue segrete. Verso il 1500 molte aree interne del regno di Napoli, che erano rimaste spopolate in seguito al disastroso terremoto del 1456, furono ripopolate da popolazioni schiavone che scappavano dall'invasione turca e dall'islamizzazione della penisola balcanica. Con questo nome si designavano indistintamente etnie serbo-croate, albanesi, bulgare, gitane (ungheresi), montenegrine.
Montemalo fu ripopolato da Schiavoni, come ci dice lo storico Tommaso Vitale, e questi riedificarono il paese, costruirono la nuova chiesa fuori dalla "terra" e la intitolarono a Santa Maria, costruirono i borghi rurali caratteristici della campagna montemalese, ed in uno di essi costruirono un'altra chiesa dedicata ai Santi Arcangeli; quella chiesa, di cui nulla rimane, ha dato il nome prima alla contrada omonima e poi all'intero paese. Di quelle genti ora non esiste più traccia, anche se nel dialetto locale traspare qualche termine slavo.
Feudo rustico, appartenne sempre a famiglie nobiliari infeudate di altri feudi ed amministrato come un'azienda agricola. Solo con Carlo III di Borbone la famiglia Moccia venne infeudata del titolo di marchesi di Montemalo. I Moccia persero la proprietà del feudo, non il titolo, in seguito al ricorso presentato da Ippolita Spinelli alla gran corte feudale che ne chiedeva l'invalidazione a causa di una irregolarità formale; all'assegnazione del feudo non era seguito il "giuramento di ligio assenso", e per tale motivo la corte ritenne di accogliere il ricorso. Il secondogenito Antonio, essendo già duca di Ferrazzano (titolo passatogli dal padre Angelo [27 agosto 1914 - 5 dicembre 1994]) ha lasciato il titolo di marchese di Montemalo al terzogenito maschio della famiglia, Oscar, oggi Oscar Moccia marchese di Montemalo. La proprietà principale dei marchesi Moccia e duchi di Ferrazzano si è spostata in Umbria, a Villa Moccia. 
Nel quadriennio 1743-46 il suo territorio fu soggetto alla competenza territoriale del regio consolato di commercio di Ariano, nell'ambito della provincia di Principato Ultra.
Nel regno delle Due Sicilie l'allora Montemalo (o Montemale) fu ancora parte della provincia di Principato Ultra e aggregato al circondario di Montecalvo nell'ambito del distretto di Ariano; dopo l'unità d'Italia il comune, ormai denominato Sant'Arcangelo Trimonte, continuò a far parte della provincia di Avellino e del mandamento di Montecalvo all'interno del circondario di Ariano di Puglia. Soltanto nel 1978 il comune passò alla provincia di Benevento. Il codice ISTAT precedente era 064094.

### Simboli
Lo stemma e il gonfalone sono stati concessi con decreto del presidente della Repubblica del 27 gennaio 1977.
Stemma
(Art. 4 dello Statuto comunale)
Gonfalone
Sant’Arcangelo Trimonte.»
(Art. 4 dello Statuto comunale)

## Monumenti e luoghi d'interesse
- Chiesa di Santa Maria Maggiore: la chiesa edificata "fuori dalla terra" dalla neo comunità montemalese-schiavona verso il 1500, prima intitolata a "Santa Maria" in seguito a Santa Maria Maggiore. La struttura, semplice a unica navata con l'altare maggiore a nord, ed una imponente torre campanaria sul lato est dell'edificio, si accedeva mediante una scalinata che dava direttamente sul sagrato della chiesa. All'inizio del Novecento con fondi donati dai Montemalesi in America venne edificata la navata di San Rocco sul lato ovest dell'edificio. In seguito al terremoto del 1962, l'originario edificio riportò seri danni che compromisero la struttura richiedendo l'abbattimento. Il nuovo edificio è sorto sullo stesso sito realizzata su moderno progetto. Ristrutturata nel 2000, è stata oggetto di ulteriori rifacimenti nel 2012 utilizzando fondi comunali, è stata ripristinata la facciata, rifatto il sagrato, la pavimentazione esterna, la rampa di accesso alla sala per le attività sociali e culturali, la facciata inoltre è stata arricchita con l'installazione di un portale di accesso in ferro battuto e delle ringhiere realizzate con lo stesso materiale che proteggono le rampe ed il perimetro del sagrato. La chiesa agli atti dell'amministrazione vescovile risulta innalzata alla dignità di "Abbazia Mitrata", cioè il parroco titolare può a sua discrezione, portare la Mitra copricapo che di solito vediamo portare da vescovi, cardinali e dallo stesso Papa.

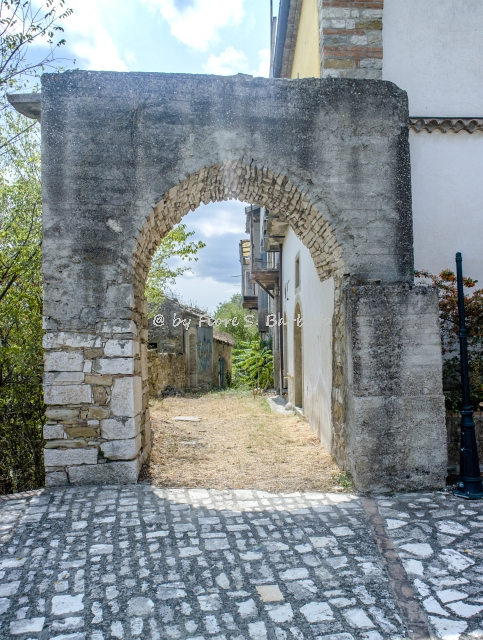
Porta "Li Cristi" da largo Ciannetto

- La "Madonna della Misericordia" o di Tignano. Custodita all'interno della chiesa di Santa Maria Maggiore, è una statua lignea rappresentante la Madonna assisa in trono col Bambino in braccio nell'atto misericordioso e materno di porgere una mela. La statua fu ritrovata nel 1700 all'interno del tronco di una quercia alla località "macchiariello" da un certo "Chiuccolo Ottone" e da questi e dalla sua famiglia fu detenuto per diverso tempo in seguito la Statua fu resa al parroco di Santa Maria Maggiore don Beniamino D'Aloia e da allora fa parte del patrimonio della chiesa. La statua è stata di recente restaurata ed ha ricuperato parte della sua originaria bellezza.
- L'obelisco della croce, ora posizionato sul lato est della piazza Libertà, era ubicato al centro di essa fino a metà del Novecento, poi spostato per far spazio ai pali dell'illuminazione pubblica. Non è chiara l'origine e la provenienza dell'obelisco, probabilmente esso fu costruito in conglomerato cementizio da quegli Schiavoni che vennero a ripopolare il paese nel 1500, che erano di forte fede religiosa, per mettersi sotto la protezione della Santa Croce oltre che della Madonna e dei Santi Arcangeli, a cui dedicavano uno speciale culto.
- Il castello, costruito a guardia delle basse valli dell'Ufita e del Miscano nella loro confluenza col fiume Calore, naturali vie d'accesso dalle Puglie alle fertili valli telesina e caudina verso il napoletano. Costruito intorno ad una collinetta tufacea dai longobardi, l'edificio dovette essere imponente, a giudicare dalle dimensioni di base dell'unica torre rimasta. Il castello è ricordato più volte nelle cronache di varie epoche per l'estensione delle sue secrete. Dell'edificio originario si conservano la torre di nord-est, la scalinata di accesso, una cisterna dell'acqua, parti di mura sia sul lato ovest che sul lato est, altri elementi sono stati "inglobati" nelle numerose abitazioni private sorte sul suo sito in seguito alla vendita operata dall'ultimo feudatario e proprietario, il duca Coscia di Paduli.

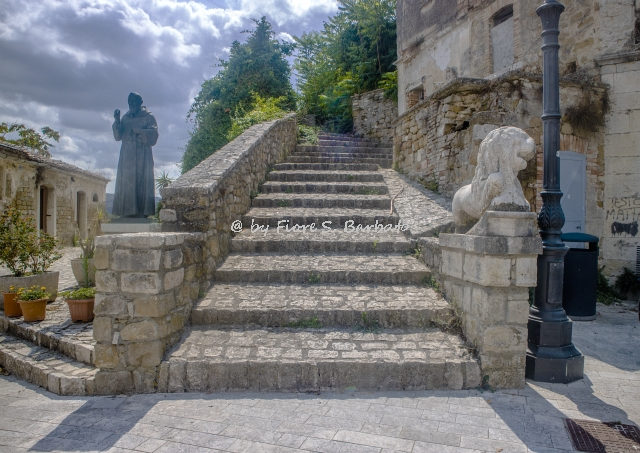
Lo scalone di accesso al castello baronale col leone a guardia

- Il leone di pietra posto a guardia della scalinata di accesso è il superstite della coppia che era stata posta originariamente a guardia dell'accesso al castello; secondo alcuni la fattura è romana, secondo altri sannita. Il leone è quello che originariamente si trovava sul lato sinistro della scala, ma poi fu traslato a destra per ricavare l'angolo da dedicare alla statua bronzea di san Pio da Pietrelcina.
- la piazza San Pietro, realizzata alla metà degli anni 90, sul sito dove sorgeva il centro urbano più antico, demolito a seguito del sisma del 23 novembre 1980. La struttura urbana di età longobarda era stata realizzata sul modello architettonico romano: tre decumani incardinati tra di loro. Il decumano superiore in posizione nord - sud, si inerpicava sulla sommità di una collina tufacea ed alla fine era edificata una chiesa dedicata a San Pietro Martire, i cui resti erano giunti sino alla demolizione citata, all'ingresso vi era un'edicola che custodiva prima; un quadro della Madonna del Monte Carmelo, sostituito in seguito verso la fine del 700 con una statuetta alta circa tre palmi. I decumani inferiori posti uno ad est sulla valle lametto, l'altro ad ovest è l'attuale via Roma. Le case costruite a destra e sinistra del decumano superiore, avevano un piano basso che si apriva sui decumani inferiori, tutte dotate di una "grotta" interna scavata nel tufo utilizzata sia per ricovero di animali che per deposito derrate (ricordavano le costruzioni dei sassi di Matera). In epoca contemporanea il sito è stato completamente sbancato e vi è stata realizzata una piazza a tre livelli collegati da scalinate, pavimentata in pietra locale, al centro del lato Est è stata realizzata una cappella dedicata alla Madonna del Monte Carmelo, con fondi e manodopera privati.
- Ponte Ladrone. Trae il nome non da un tristo luogo ove era solito praticare crimini, come taluni sono portati a pensare, ma da "laterex" - laterizio. Infatti il ponte costruito dai romani sul tracciato della via Appia Traiana era di laterizio. Aveva una particolarità rispetto agli altri ponti realizzati sullo stesso percorso: subiva una deviazione di circa trenta gradi sui basamenti, passando il torrente Lametto e portandosi verso quello che in epoca contemporanea è il territorio di Buonalbergo.

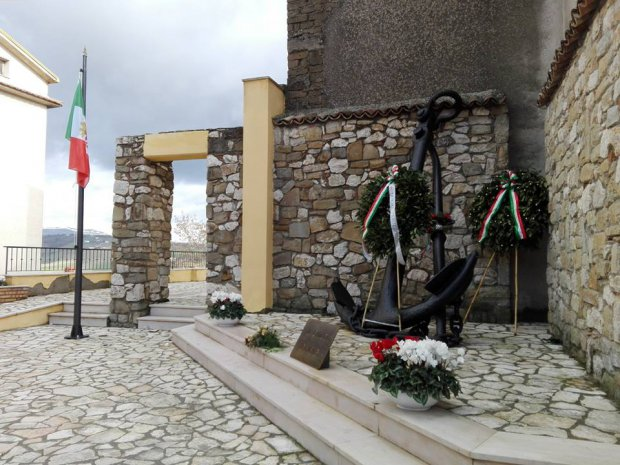
Monumento ai caduti del mare

- Monumento "ai Caduti del Mare", posto nella attuale piazza Municipio al centro del viale delle Vittorie, consta di un'ancora del tipo "Ammiragliato" donata al comune di Sant'Arcangelo Trimonte dietro richiesta del Presidente della pro loco allo Stato Maggiore di Marina. Il monumento commemora non solo l'equipaggio del regio sommergibile Topazio trucidato nel mezzo del mediterraneo a guerra conclusa ad opera di un pilota assassino inglese e di cui faceva parte il santarcangelese Antonio Tucci, ma anche le tante vittime del mare. Il monumento ricorda alle nuove e future generazioni gli orrori causati dalle guerre, ma ricorda anche lo spirito umano e solidale del popolo Italiano.
- Cippo alla località "Toppo del bosco", situato sul punto più alto del territorio comunale a nord del centro abitato a circa 500 m s.l.m., in posizione panoramica si gode un'ampia vista dalle valli dell'Ufita e del Miscano fino al massiccio del Taburno.  Il "Toppo" era una formazione rocciosa sfruttata in passato come cava di estrazione delle pietre da costruzione. Infatti con la pietra estratta da questa cava non solo sono stati realizzati i manufatti nelle immediate vicinanze (masserie del bosco), ma anche molte delle costruzioni delle contrade limitrofe (masserie Panarese, Cecere e Pagliuso. Piana Ferrara), e numerosi elementi singoli (portali, finestre, balconi) di case realizzate nel centro urbano. Il "cippo" è stato realizzato su di un altare costruito con la stessa pietra, su di esso è  appoggiato un blocco di pietra scalpellata e bocciardata e al centro è stata inserita una croce di ferro. Sul blocco si legge sul lato sinistro con caratteri sovrapposti su due righe: 1ª riga  "D.to", 2ª riga "G. G." ("Deceduto Giangregorio Crescenzo"). Sul lato destro in corrispondenza della riga "D.to" si legge una data "31 G 1947 (31 Gennaio 1947), che corrisponde alla data del decesso del Giangregorio. Sulla seconda riga, in posizione più centrale si legge "N.to" ("Nato") e due iniziali: P.A. (testimoni riferiscono che si tratti delle iniziali dello scultore "Panarese Antonio") e subito dopo la data "7 F 1901" (7 Febbraio 1901). Il cippo eretto dal Panarese ricorda la morte avvenuta tragicamente del Giangregorio Crescenzo che intento ad estrarre delle pietre da costruzione dalla cava, fu travolto da una frana improvvisa. Ricorda quindi una vittima del lavoro. Tale storia era stata dimenticata fino a quando un discendente del Giangregorio (dr. Michele Chiuchiolo) ha provveduto previa autorizzazione dell'autorità comunale, al ripristino e al recupero dell'area per poterla restituire alla fruizione pubblica.

## Società

### Evoluzione demografica
Abitanti censiti

### Religione
Nel 1997 il comune di Sant'Arcangelo Trimonte è passato dalla diocesi di Ariano Irpino-Lacedonia all'arcidiocesi di Benevento.

## Economia
L'economia del comune era basata sulle piccole aziende agricole condotte ad economia diretta, la maggior parte del reddito proveniva dalla tabacchicoltura ma era diffuso anche l'allevamento dei bovini di razza marchigiana, questi ultimi erano usati prima dello sviluppo e dell'evoluzione della meccanizzazione, come animali per la produzione di lavoro per i campi. Oggi con la crisi del settore agricolo, benché fosse stato previsto e realizzato un piano per gli insediamenti produttivi, l'economia giace in un profondo stato di catalessi, sono attivi pochi esercizi commerciali, si distingue una piccola industria per la produzione di utensili meccanici di precisione e che occupa una decina di addetti, un piccolo laboratorio artigiano per la produzione di ceramica.

### Prodotti tipici
Tra i prodotti tipici dell'agricoltura locale fino allo scorso secolo c'era il tabacco, base di sviluppo dell'economia locale.
Qui è coltivato il pomodoro "quarantino" antica varietà di pomodoro a maturazione scalare e naturalmente resistente alle avversità meteo-climatiche, agronomiche ed entomologiche. Ha un frutto a polpa piena, ricco di semi e molto dolce di colore rosso intenso che si presta benissimo alla trasformazione in salsa, sia passata che concentrata al sole. Ottimo anche per il consumo fresco, in insalata condito con l'ottimo olio locale ottenuto dalle varietà "ortice" e "ravece".

## Infrastrutture e trasporti
Il territorio comunale è interessato dalla strada statale 90 bis che consente i collegamenti, oltre che con il capoluogo Benevento, anche con Ariano Irpino e Foggia.

## Amministrazione
| Periodo        | Periodo   | Primo cittadino  | Partito      | Carica  | Note |
| -------------- | --------- | ---------------- | ------------ | ------- | ---- |
| 10 giugno 2024 | in carica | Felice Iammarino | lista civica | sindaco |      |